# Isshikia yajimai
Isshikia yajimai är en tvåvingeart som beskrevs av Murdoch och Takahasi 1961. Isshikia yajimai ingår i släktet Isshikia och familjen bromsar. Inga underarter finns listade i Catalogue of Life.